# アンドレ・ピエール・ド・マンディアルグ
アンドレ・ポール・エドワルド・ピエール・ド・マンディアルグ（André Paul Édouard Pieyre de Mandiargues, 1909年3月14日 - 1991年12月13日）は、フランスの作家。

## 生涯
ピエール・ド・マンディアルグはパリに生まれ、父親のカルヴァン主義、ラングドック、セヴェンヌ地方の伝統、ならびに母親のノルマンディー地方の伝統の中で育った。文学の勉強を始める前は考古学、とくにエトルリア文明に夢中だった。ヨーロッパ各地や地中海地方を旅していたが、第二次世界大戦が始まると、1943年にモナコに逃れ、そこで最初のアンソロジーを出版した。1945年にパリに戻り、1947年にはフェラーラ人画家フィリッポ・デ・ピシス（Filippo De Pisis）の姪でやはり画家だったボナ・ティベルテッリ・デ・ピシス（Bona Tibertelli de Pisis。1926年 - 2000年）と知り合い、1950年に結婚した。
1967年に『余白の街』でゴンクール賞を受賞。この小説は1976年に『夜明けのマルジュ』として映画化されたが、その監督ワレリアン・ボロズウィックは、他にもマンディアルグの作品を多数映画化している（たとえば『満潮』はファブリス・ルキーニ主演でオムニバス映画『インモラル物語』1974年の中の1話として映画化された）。
1979年にはアカデミー・フランセーズの詩のグランプリを受賞した。
「新フランス評論」と親しく、ジャン・ポーランはじめ多くの作家と文通を続けた。それらは（さらに妻ボナとのものも）カーンに近いカルヴァドス県サン＝ジェルマン＝ラ＝ブランシュ＝エルブ（Saint-Germain-la-Blanche-Herbe）のアルデンヌ修道院（Abbaye d'Ardenne）にある現代出版資料研究所（Institut mémoires de l'édition contemporaine, IMEC）に保管されている。
エロティシズムの大家で、ピエール・ルイスの10作品の序文を書き、三島由紀夫の戯曲『サド侯爵夫人』のフランス語翻訳も手掛けた。また、昔のポルノグラフィのオブジェ、玩具、写真のコレクションを所有していた。ボロズウィックの短編映画『Une collection particuliere』はそのマンディアルグのポルノグラフィのコレクションを扱ったものである。。
死後、遺体はパリのペール・ラシェーズ墓地に埋葬された。

## 作品
- 黒い美術館 Le Musée noir（1946年）
  - 生田耕作訳 白水社、1968 のち白水Uブックス
- 狼の太陽 Soleil des loups（1951年）
  - 生田耕作訳 白水社 1975 のち白水Uブックス
- 大理石 Marbre（1953年）
  - 澁澤龍彦、高橋たか子訳 人文書院 1971
- 城の中のイギリス人 L'Anglais décrit dans le château fermé（1953年）
  - 澁澤龍彦訳 白水社、1982 のち白水Uブックス
- 海の百合 Le Lis de mer（1956年）
  - 品田一良訳 河出書房新社、1966
- 燠火 Feu de braise（1959年）
  - 生田耕作訳 白水社 1979.11 のち白水Uブックス
- オートバイ La Motocyclette（1963年）
  - 生田耕作訳 白水社、1965 のち白水Uブックス
- みだらな扉 Porte dévergondée（1965年）
  - 品田一良訳 二見書房 1972 のちペヨトル工房
- 余白の街 La Marge（1967年）
  - 生田耕作訳 河出書房新社、1970
- 満潮 Mascarets（1971年）
  - 生田耕作訳 奢霸都館 1981.4
  - 細田直孝訳 河出書房新社 1989.10
- 刃の下 Sous la lame（1976年）
  - 露崎俊和訳 白水社 1996.5
- 薔薇の葬儀 Le Deuil des roses（1983年） - 三島由紀夫へのオマージュ作品。
  - 田中義広訳 白水社 1994.4 のち白水Uブックス
- すべては消えゆく Tout disparaîtra（1987年）
  - 中条省平訳 白水社 1996.6 のち白水Uブックス、光文社古典新訳文庫
- 猫のムトンさま Monsieur Mouton（1995年）
  - 黒木實訳 ペヨトル工房 1998.1
- ボナわが愛と絵画 生田耕作訳 新潮社 1976
- ボマルツォの怪物 澁澤龍彦訳 大和書房 1979.6 のち河出文庫
- ビアズレーの墓 支那風ダンディ ビアズレー插絵 生田耕作訳 奢霸都館 1981.4
- ポムレー路地 生田耕作訳 奢霸都館 1988.8
- レオノール・フィニーの仮面 生田耕作訳 奢覇都館 1993.5
- 汚れた歳月 松本完治訳 エディション・イレーヌ 2023

## 映画化
- あの胸にもういちど（1968年）-「オートバイ」
- インモラル物語（1974年）
- 夜明けのマルジュ（1976年）-「余白の街」
- インモラル物語2（1979年）
- 愛の化身(1988年）